# Carlos Gomes
Carlos Gomes là một đô thị thuộc bang Rio Grande do Sul, Brasil. Đô thị này có diện tích 83,154 km², dân số năm 2007 là 1719 người, mật độ 20,67 người/km².